# Syagrus graminifolia
Syagrus graminifolia är en enhjärtbladig växtart som först beskrevs av Carl Georg Oscar Drude, och fick sitt nu gällande namn av Odoardo Beccari. Syagrus graminifolia ingår i släktet Syagrus och familjen Arecaceae. Inga underarter finns listade i Catalogue of Life.